# Prien, Louisiana
Prien är en ort (CDP) i Calcasieu Parish i Louisiana. Vid 2010 års folkräkning hade Prien 7 810 invånare.